# Rabbit Heart (Raise It Up) (canción)
«Rabbit Heart (Raise It Up)» es una canción de la banda de rock indie británica Florence and the Machine publicada como tercer sencillo de su álbum de estudio, Lungs, de 2008. 

## Grabación
Rabbit Heart (Raise It Up) incluye la voz de Florence Welch sobregrabada con tantas armonías que parece un coro de una sola persona. Ella misma lo confesó a The Independent: "El tipo que la mezcló casi tuvo un ataque de nervios".
La canción fue coescrita por Welch junto con Paul Epworth, quien también la produjo, que fue grabada por Mark Rankin. La canción cuenta con la colaboración de Tom 'Moth' Monger al arpa y Robert Ackroyd a la guitarra. Durante las estrofas, la canción incluye parte de la melodía y la letra de la canción House Jam de Gang Gang Dance.
Florence describió su inspiración para la canción, detallando que "había escrito todas esas canciones oscuras y la discográfica me sugirió que hiciéramos algo un poco más alegre. Al intentar hacerlo, me di cuenta de que quizá estaba sacrificando algo. Así que tenía un piano y una batería muy alegres [...] El corazón de conejo es una referencia al miedo. Tengo mucho miedo de lo que va a pasar. De ser el centro de atención".
Como parte de la promoción del single, el grupo interpretó la canción en The Jonathan Ross Show y en el programa Live Lounge de BBC Radio 1. El single también se interpretó en numerosos festivales del Reino Unido a lo largo de 2009, como Glastonbury, Electric Picnic, Brighton, T in the Park, Bestival y Reading, entre otros.
La canción también fue presentada como "Single of the Week" de Zane Lowe de BBC Radio 1.

## Recepción de la crítica
Fue aclamada por la crítica musical. Pitchfork escribió que Welch "añade algo de ambigüedad a una producción de Paul Epworth que interioriza asombrosamente todas las tendencias pseudo-psych/freakishly-folk que han pasado por estos lares en los últimos años.

## Lanzamiento
El 4 de julio de 2009, la canción debutó en el número doce de la lista de singles del Reino Unido. Pasó un total de siete semanas entre los veinte primeros, y diecisiete entre los setenta y cinco primeros, un periodo mucho más largo que cualquiera de los tres singles anteriores de la banda. Rabbit Heart (Raise It Up) debutó en el número cuarenta y dos de la lista irlandesa de singles el 27 de junio de 2009. La canción luego alcanzó su punto máximo en el número cuarenta y uno, pasando un total de ocho semanas en la lista.

## Videoclip
El vídeo musical fue dirigido por Tom Beard y Tabitha de Queens of Noize. Se rodó en Painshill Park en Cobham (Surrey), el 6 de mayo de 2009. Welch dijo a NME que el vídeo tenía "un aire de sueño de una noche de verano". El vídeo se estrenó en YouTube el 14 de mayo de 2009.
El vídeo comienza en un campo con un trozo de tela que se levanta delante de la cara de Welch, antes de que ella comience a girar mientras dos chicas la siguen. Las chicas empiezan a bailar por todo el campo, se oye tocar un arpa y Welch se une al baile haciendo el salto del conejito. Welch se sienta a una mesa con otras seis personas, entre ellas un hombre con sombrero de copa, hay cabezas de cerdo servidas en un plato. Welch y las otras seis personas tiran la comida al suelo y empiezan a bailar. Welch se tumba en la mesa y las otras personas levantan los lados para convertirla en un ataúd. Las personas llevan el ataúd al río y éste se aleja a la deriva cuando termina el vídeo.

## Posición en listas
| Listas (2009-2010)                | Posición más alta |
| --------------------------------- | ----------------- |
| Australia (ARIA Charts)           | 93                |
| Bélgica (Ultratop 50 - Flandes)   | 50                |
| Escocia (Official Charts Company) | 10                |
| Irlanda (IRMA)                    | 41                |
| Reino Unido (UK Singles Chart)    | 12                |